# Goldene Schale
Die Goldene Schale war die höchste Auszeichnung einer Ehrung mit dem Deutschen Filmpreis.
Der Wanderpreis wurde ab 1954 als Nachfolger des Goldenen Leuchters (1951, 1953) für besonders zu würdigende Filme an die Produzenten vergeben. Auf die selten verliehene Auszeichnung wurde ab 1996 ganz verzichtet, da sie 17 Jahre lang nicht mehr vergeben worden war.

## Preisträger
Goldener Leuchter
- 1951: Das doppelte Lottchen (Regie: Josef von Báky)
- 1953: Nachts auf den Straßen (Regie: Rudolf Jugert)

Goldene Schale
- 1954: Weg ohne Umkehr (Regie: Victor Vicas)
- 1955: Canaris (Regie: Alfred Weidenmann)
- 1957: Der Hauptmann von Köpenick (Regie: Helmut Käutner)
- 1958: Nachts, wenn der Teufel kam (Regie: Robert Siodmak)
- 1959: Helden (Regie: Franz Peter Wirth)
- 1960: Die Brücke (Regie: Bernhard Wicki)
- 1974: Der Fußgänger (Regie: Maximilian Schell)
- 1976: Es herrscht Ruhe im Land (Regie: Peter Lilienthal)
- 1977: Heinrich (Regie: Helma Sanders-Brahms)
- 1979: Die Blechtrommel (Regie: Volker Schlöndorff)